# 仙都镇
仙都镇，是中华人民共和国福建省漳州市华安县下辖的一个乡镇级行政单位。

## 行政区划
仙都镇下辖以下地区：
先锋村、中圳村、仙都村、市后村、大地村、上苑村、送坑村、招坑村、招山村、下林村、云山村、岭埔村和高村。

先锋村、中圳村、仙都村、市后村、大地村、上苑村、送坑村、招坑村、招山村、下林村、云山村、岭埔村、高村村、高车乡、际头村、高车村、前岭村、马坑乡、马坑村、下垅村、文华村、和春村、福田村、贡鸭山村。

## 姓氏由來
詹姓，開基祖詹敬儀，公元1305年由福建安溪縣多卿鄉遷來華安縣仙都鎮市後村。
林姓，宗鲁为华安县仙都林姓始祖。南宋孝宗（公元1163－1189年）时，宗鲁携妻、子，由尤溪万积洋（后改万足里，今大田县辖），迁徙到龙溪二十五都宜昭择居，系“九牧”九房派下择溪公之后裔。入籍后建房置业，四图并贯承炉户。公娶嫡室朱氏，生二子，长子光祚居上宅，次子光被分居后房山尾（今小川厝）；又娶侧室陈氏，生光裕。光祚之子汝和迁居安溪龙涓西坑、华安的柏叶（今玉山村）。
湯姓，開基祖湯智，唐高宗總章二年由河南光州固始縣遷來華安縣仙都鎮雲山村。
蒋姓，唐末僖宗乾符四年（877）年，蒋高弃官遁入福建兴化府仙游县西乡，遂与夫人郑氏同隐，生七子：岱、崈、岳、喦、岊、峦、密，其五子蒋岊支迁大田县太华汤泉。宋淳熙年间，有蒋岊裔孙蒋进兄弟三人迁居沿海，长房仲公到泉州府晋江县定居，二房远季公到南靖县靖城定居，三房达其公到漳州府海澄县养山开基，达其的孙子均昌又移居龙溪县开山（今芗城）。元末明初，因避倭祸，均昌的孙子景明、景容沿九龙江北溪上徙，到今华安县仙都镇大地村安居。
楊姓，開基祖楊光盛，南宋紹興二年由崇信裏三洋（今安溪縣委窯）遷來二十都宜昭南溪（含仙都楓林）(今華安縣仙都鎮仙都村楓林自然村)。